# صلاح‌الدین سیامند
صلاح‌الدین سیامند (عربی: صلاح الدين سيامند طاهر؛ زادهٔ ۱۳ ژوئیهٔ ۱۹۸۱) بازیکن فوتبال اهل عراق بود.
از باشگاه‌هایی که در آن بازی کرده‌است می‌توان به باشگاه ورزشی اربیل و باشگاه ورزشی الزورا اشاره کرد.
وی همچنین در تیم ملی فوتبال عراق بازی کرده‌است.